# نادين بايلس
نادين بايلس (بالإنجليزية: Nadine Baylis)‏ هي رسامة بريطانية، ولدت في 15 يونيو 1940، وتوفيت في 3 نوفمبر 2017.